# رود کوتوی
رود کوتوی (انگلیسی: Kotuy) یک رودخانه در سرزمین کراسنویارسک کشور روسیه است.